# Schafporlinge
Die Schafporlinge (Albatrellus) sind die Typgattung der Familie der Schafporlingsverwandten (Albatrellaceae). Die Gattung enthält bodenbewohnende Ectomykorrhizapilze, die mit Laub- und Nadelbäumen vergesellschaftet sind. Die fleischigen, meist nur kurzlebigen Fruchtkörper sind in einen Hut und einen zentralen oder exzentrischen Stiel gegliedert. Das Hymenophor ist röhrig. Die für die Ordnung typischen gloeoplere Hyphen kommen häufig vor, Zystiden hingegen fehlen. Die Sporen sind glatt, mehr oder weniger elliptisch und hyalin. Sie können amyloid oder inamyloid sein. Nachdem molekularbiologische Untersuchungen gezeigt hatten, dass die Gattung polyphyletisch ist, wurden zahlreiche Arten in neue Gattungen gestellt. Die Typusart der Gattung ist Albatrellus ovinus (Fr.) Kotl. & Pouz.

## Beschreibung
Die einjährigen und meist nur kurzlebigen Fruchtkörper sind in Hut und Stiel gegliedert. Der Stiel kann zentral oder exzentrisch stehen, ein Velum universale (eine Membran, die den Stiel und den Hut vollständig umschließt) fehlt. Der Hut ist 3–18 cm breit, gewölbt, flach ausgebreitet oder trichterförmig vertieft. Er ist glatt bis filzig, trocken und weißlich, gelblich, ockergelb bis braun gefärbt. Das Hymenophor ist röhrig. Die Poren sind klein, und weiß, gelb oder ockergelb gefärbt. Der Stiel ist 1–8 cm lang und 1–4 cm breit. Ein Velum partiale (eine Membran die die sporentragenden Lamellen oder Röhren vom Hutrand bis zum Stiel umschließt) oder ein Ring (ein Rest des Velum partiale das am Stiel erhalten bleibt) fehlt. Das Fleisch ist weich und brüchig bis ziemlich zäh. Das Sporenpulver ist weiß bis cremefarben.
Die 3,5–11 µm langen und 2,5–6,5 µm breiten Sporen sind mehr oder weniger rundlich bis elliptisch, glatt, dickwandig und ohne Keimporus. Sie sind meist inamyloid, reagieren also nicht mit Jodreagenzien. Die Basidien haben an ihrer Basis teilweise Schnallen, Zystiden fehlen. Das Hyphensystem ist monomitisch, es gibt also nur einen Hyphentyp. An Septen können Schnallen ausgebildet sein oder fehlen, die Hyphen sind oft aufgeblasen. Die Huthaut (Pileipellis) ist ein Trichoderm, ein Tomentum oder ein Palisadoderm.

## Ökologie
Die Scharfporlinge sind Ectomycorrhizapilze von Laub- und Nadelbäumen. Möglicherweise können sie sich aber auch ebenso saprophytisch ernähren.

## Systematik
Die Gattung wurde 1821 von Samuel Frederick Gray erstmals wissenschaftlich beschrieben. Es gibt zahlreiche heteronyme Synonyme: Caloporus Quél.  non P.Karsten (1886), Polyporus sect. Ovinus Lloyd (1911) und Ovinus (Lloyd) Torrend (1920),
Scutiger (sensu Murrill) Paulet (1903) und Albatrellopsis Teixeira (1993).
Nachdem molekularbiologische Untersuchungen gezeigt haben, dass die Gattung Albatrellus polyphyletisch ist, wurden zahlreiche Arten abgetrennt und in neu definierte Gattungen gestellt. Zu diesen Arten gehört der Semmel-Porling (Albatrellopsis confluens), der Braune Haarstielporling (Jahnoporus hirtus), der Ziegenfuß-Porling (Scutiger pes-caprae), der Gelbgrüne Kammporling (Laeticutis cristata) der Wiesen-Porling (Xanthoporus syringae), sowie die nordamerikanische Art Polyporoletus sublividus. Außerdem konnten Steven L. Miller und seine Coautoren zeigen, dass Albatrellus zum Russula-Clade gehört und daher in der Ordnung Russulales einzuordnen ist.

## Arten
Es gibt weltweit mindestens 14 bekannte Arten, davon kommen in Deutschland, Österreich und der Schweiz vier Arten vor. Die Haarstielporlinge (Jahnoporus), die Kammporlinge (Laeticutis), die Semmelporlinge (Albatrellopsis) und die Ziegenfuß-Porlinge (Scutiger) gehören heute nicht mehr zu dieser Gattung. Die Ziegenfuß-Porlinge unterscheiden sich durch ihre deutlich größeren Sporen, die Haarstielporlinge haben große, spindelförmige Sporen und die Semelporlinge bisweilen miteinander verwachsene Fruchtkörper. Auch die saprophytischen und potentiell parasitischen Arten wie der Wiesen-Porling (Xanthoporus syringae) wurden abgetrennt.
| Foto | Artname                                                                    | Beschreibung |
| ---- | -------------------------------------------------------------------------- | --- |
|      | Zitronengelblicher Schaf-Porling Albatrellus citrinus Ryman 2003           | Hügelland bis Mittelgebirge, in basenhaltigen Fichtenwäldern. Fleisch beim Eintrocknen oder nach längerem Liegen am Stiel schwärzend. |
|      | Schaf-Porling Albatrellus ovinus (Schaeff. 1774) Kotl. & Pouzar 1957       | Der mehr oder weniger weißliche Hut reißt im Alter auf, sodass in den Rissen das gelbliche Fleisch sichtbar wird. Der frische Stiel und die Sporen sind ohne rötliche oder orangefarbene Töne. Hyphen (fast) ohne Schnallen, Sporen inamyloid. |
|      | Rötender Schaf-Porling Albatrellus subrubescens (Murrill 1940) Pouzar 1972 | Die Huthaut wird selten rissig. Der frische Stiel und die Porenoberfläche zeigen manchmal einen rötlichen oder orangefarbenen Schimmer. Hyphen (fast) ohne Schnallen, Sporen amyloid.                                                          |

## Bedeutung
Die Arten der Gattung sind essbar. Allerdings sind sie in Deutschland nach der Bundesartenschutzverordnung geschützt und dürfen nicht gesammelt werden.